# Čtverec času
Čtverec času (v anglickém originále Time Squared) je v pořadí třináctá epizoda druhé sezóny seriálu Star Trek: Nová generace.
V této epizodě se kapitán Picard setká se svým dvojníkem z budoucnosti.

## Příběh
Senzory USS Enterprise D zachytí osamocený raketoplán vznášející se prostorem bez energie a paliva. Když Worf a Riker použijí vlečný paprsek, aby plavidlo dostali do hangáru, zjistí, že má stejné registrační údaje, jako kdyby pocházelo z Enterprise. Uvnitř se pak nachází dvojník kapitána Picarda ve vážném zdravotním stavu.
Poté, co je Picardův dvojník přemístěn na ošetřovnu, prozkoumávají Dat a La Forge jeho raketoplán. Dojdou k překvapivému zjištění, že jeho časomíra je přibližně šest hodin napřed oproti času na Enterprise. To znamená, že kapitánův dvojník pochází z šest hodin vzdálené budoucnosti. Objeví také video ve velmi špatné kvalitě, které ukazuje Enterprise padající do jakéhosi energetického víru a její následné zničení.
Doktorka Pulaská konstatuje, že druhý Picard je dezorientovaný, ale jeho životní funkce se blíží normálu tím více, čím se přibližuje jeho vlastní čas. Pravý (současný) Picard si od něj vyžádá, aby mu vysvětlil, co přesně se stalo, ale žádné informace z něj nedostane. Je znepokojen myšlenkou, že by opustil ve svízelné situaci loď i s posádkou.
Členové posádky debatují, co je třeba udělat pro zvrácení osudem předurčené destrukci lodi a rozhodnou se nechat přírodním zákonům volnou ruku. Vstoupí do onoho víru, ale ani přes warp motory na maximum už se nemohou dostat ven, lze jen postupovat dál a dál dovnitř. Pošlou tedy do víru sondu, avšak ta exploduje. Paprsky vycházející z víru jako by Enterprise skenovaly a zdá se, že se zaměřují na Picarda, což jej přivede na myšlenku, že jeho dvojník opustil loď, aby se pokusil přitáhnout na sebe pozornost víru. Nabízí se teorie, že mají co do činění s formou života.
V této fázi se Picardův dvojník, nyní již téměř plně při smyslech, vydá, aby opět Enterprise opustil, jako to udělal předtím. Picard ho následuje a snaží se od něj dozvědět, jak tuto kritickou situaci vyřešit, ale on jen mumlá něco o tom, jak nemožné to je. Zatímco nastupuje do raketoplánu, Picard prohlásí, že kruh (událostí) bude přerušen, a střelí jej phaserem. Není řečeno, zda je mrtvý či jen omráčený, ale tricordér doktorky Pulaské vydává zvuk, který zpravidla při skenování těl oznamuje, že se jedná o neživého člověka.
Picard se vrátí na můstek a přikáže, aby Enterprise vlétla přímo do středu víru. Tak se také stane a jeho druhou stranou se dostane opět do normálního vesmíru. Dvojnický kapitán i jeho raketoplán zmizí. Enterprise se vrátí zpět na svůj původní kurz.

## Zajímavosti
- Některé dialogy této epizody byly použity (samplovány) britskou elektronickou skupinou Orbital v písních „The Moebius“ (album Orbital) a „Time Becomes“ (album Orbital 2).